# En el reino de la naturaleza (Dvořák)
La obertura de concierto En el reino de la naturaleza (en checo: V přírodě, koncertní ouvertura), Op. 91, B. 168, fue compuesto por Antonín Dvořák en 1891. Es la primera parte («Naturaleza») de una trilogía de oberturas «Naturaleza, vida y amor» escrita por Dvořák. Las otras dos partes de la trilogía son Obertura carnaval, Op. 92 («Vida») y Otelo, Op. 93 («Amor»).
La obertura está orquestada para dos flautas, dos oboes, corno inglés, dos clarinetes, clarinete bajo, dos fagotes, cuatro trompas, dos trompetas, tres trombones, tuba, timbales, triángulo, platillos y cuerdas.